# Port Dickson (Malasia)

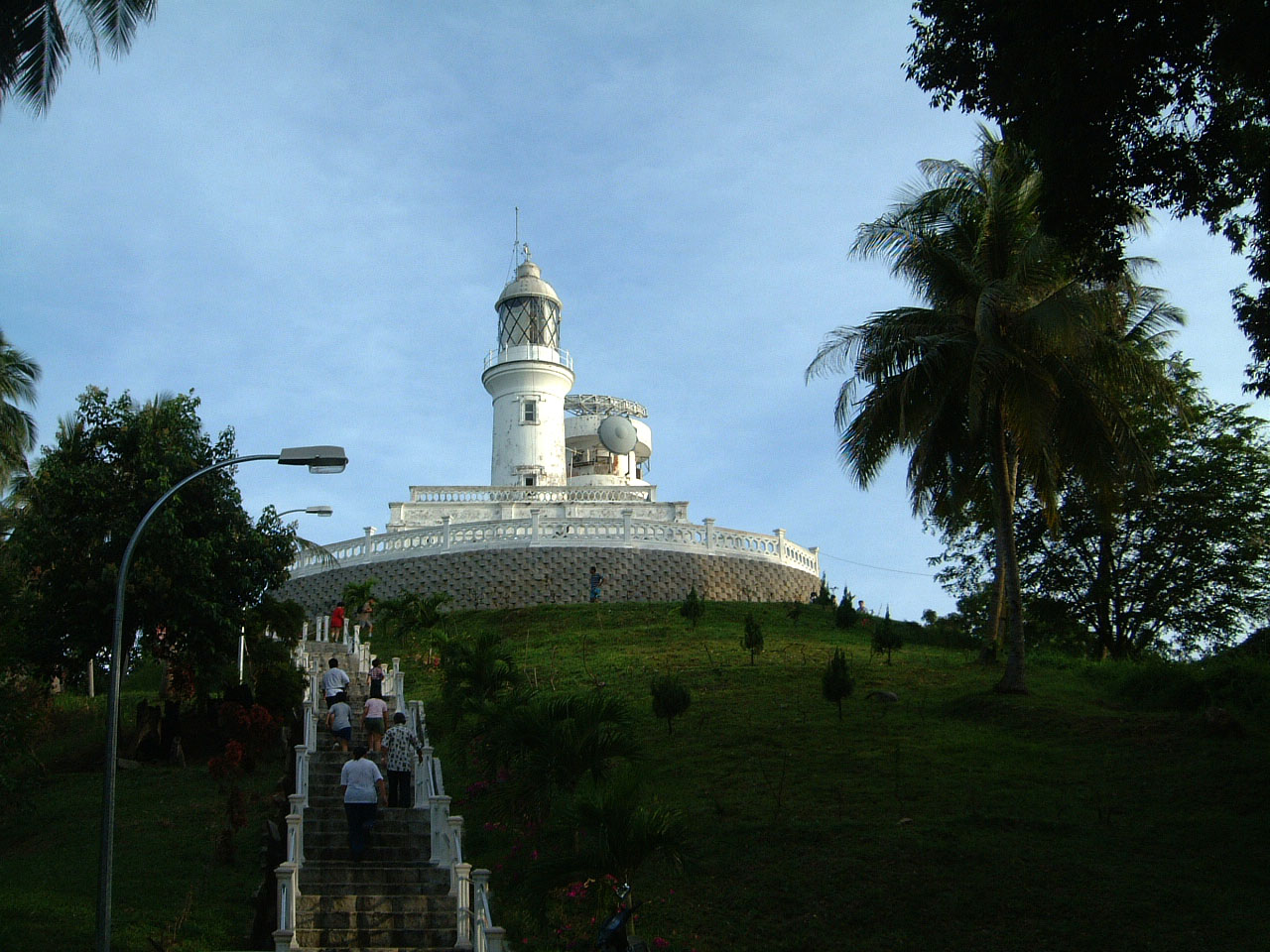
Faro de Port Dickson.

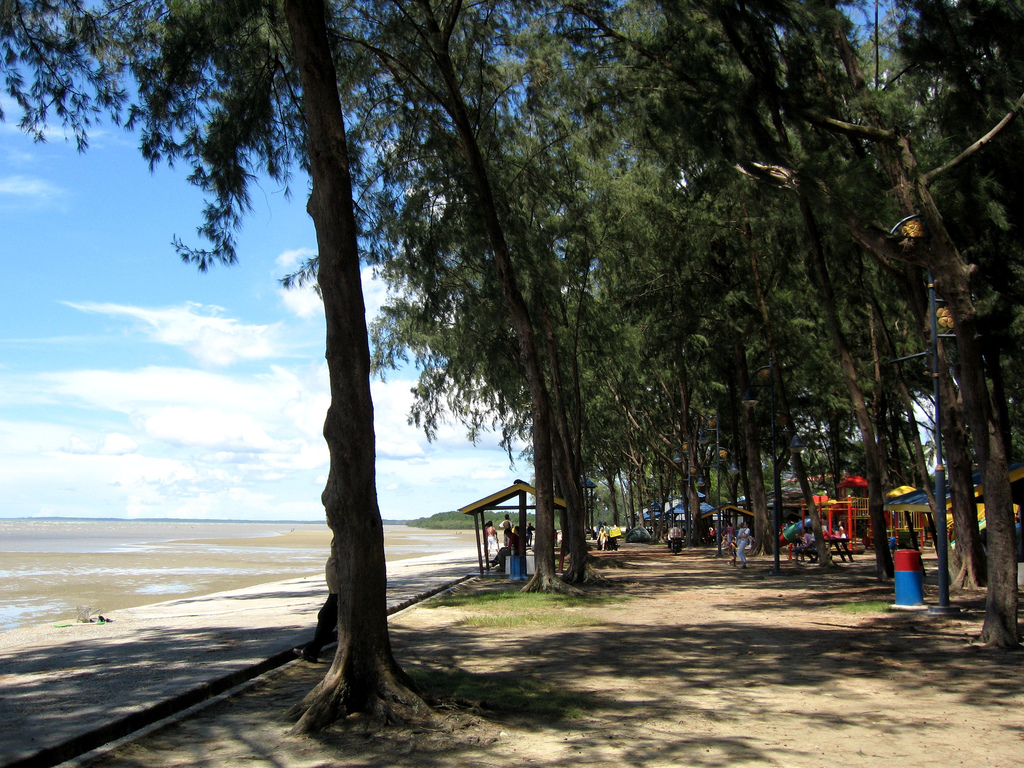
Playa de Port Dickson.

Port Dickson, antiguamente conocido como Tanjung, es una localidad de Malasia, situada a 32 km de Seremban y a 90 km de Kuala Lumpur. Se encuentra en el estado de Negeri Sembilan en Malasia Peninsular, y está bañada por las aguas del estrecho de Malaca. En la actualidad tiene cerca de 89.000 habitantes.

## Historia
En un principio productora de carbón vegetal, el lugar fue desarrollado por los británicos como un puerto. 
En los años 1820 la extracción minera atrajo trabajadores chinos. 
En los años 1990 la ciudad vivió un intenso desarrollo hotelero y eso hoy en día un importante centro turístico.